# May Robson
May Robson, pseudonimo di Mary Jeanette Robison (Moama, 19 aprile 1858 – Beverly Hills, 20 ottobre 1942), è stata un'attrice statunitense.

## Biografia
Nata a Moama (Australia), fu educata a Bruxelles, Parigi e Londra. Nel 1880 sposò l'inventore britannico Edward H. Gore, da cui rimase vedova nel 1883. Per mantenere se stessa e i tre figli, la Robson raggiunse New York e iniziò a recitare sui palcoscenici d'America. Il suo primo grande successo da protagonista a Broadway giunse nel 1907 con The Rejuvenation of Aunt Mary, che ne confermò il talento di interprete, tra le più grandi di inizio secolo.

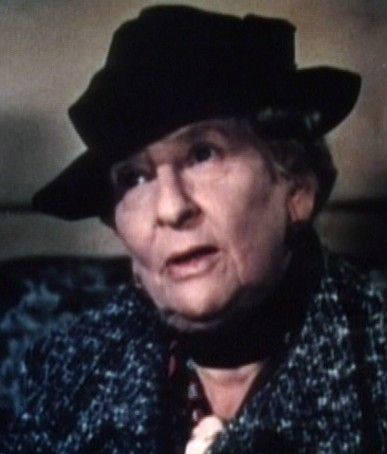
nel film È nata una stella (1937)

Il suo debutto sul grande schermo risale al 1916 nel film muto A Night Out, adattamento di The Three Lights, una commedia di cui fu anche coautrice. Dopo aver brillantemente superato il passaggio dal muto al sonoro, la Robson si affermò definitivamente sugli schermi, ormai settantenne, in eccellenti caratterizzazioni di anziane signore e zie di buon cuore. Durante gli anni trenta girò 45 film, tra cui Se avessi un milione (1932), in cui interpretò un'anziana che riceve un assegno da un milione di dollari da un vecchio magnate moribondo, Alice nel Paese delle Meraviglie (1933), in cui impersonò la Regina di Cuori. Fu poi la vecchia Contessa Vronski in Anna Karenina (1935), l'amabile Zia Elizabeth in Susanna! (1938) di Howard Hawks, la Zia Polly ne Le avventure di Tom Sawyer (1938).
Nel 1933 venne scelta dal regista Frank Capra per il ruolo di Apple Annie nella commedia Signora per un giorno (1933), che le permise di ottenere una nomination all'Oscar quale miglior attrice protagonista, prima interprete australiana a ricevere la candidatura e, per diversi anni, la più anziana attrice nominata per il premio.
Nel 1938 fu deliziosa nell'interpretazione di Zia Etta nel film Quattro figlie (1938) di Michael Curtiz, commedia sentimentale che lanciò John Garfield sul grande schermo. La Robson riprese il medesimo ruolo in due sequel, Four Wives (1939) e Four Mothers (1941). Nel 1939 lavorò nuovamente accanto a Garfield nel melodramma Hanno fatto di me un criminale (1939), nel ruolo di Grandma Rafferty, l'anziana e infaticabile direttrice di una fattoria-riformatorio per giovani delinquenti.
Attiva fino all'ultimo, nel 1942 interpretò il ruolo di M.lle Rosay nel suo ultimo film, L'ora del destino (1942). Morì il 20 ottobre dello stesso anno, all'età di 84 anni, nella sua casa di Beverly Hills in California, per cause naturali.

## Filmografia
- A Night Out, regia di George D. Baker (1916)
- Pals in Paradise, regia di George B. Seitz (1926)
- Rubber Tires, regia di Alan Hale (1927)
- Il re dei re (The King of Kings), regia di Cecil B. DeMille (1927)
- The Rejuvenation of Aunt Mary, regia di Erle C. Kenton (1927)
- The Angel of Broadway, regia di Lois Weber (1927)
- A Harp in Hock, regia di Renaud Hoffman (1927)
- Turkish Delight, regia di Paul Sloane (1927)
- Chicago, ovvero: Vampate nere (Chicago), regia di Frank Urson (1927)
- Danubio bleu (The Blue Danube), regia di Paul Sloane (1928)
- The She-Wolf, regia di James Flood (1931)
- Ritorno (Letty Lynton), regia di Clarence Brown (1932)
- Red-Headed Woman, regia di Jack Conway (1932)
- The Engineer's Daughter, regia di Robert F. Hill (1932)
- Little Orphan Annie, regia di John S. Robertson (1932)
- Se avessi un milione (If I Had a Million), regia di James Cruze e H. Bruce Humberstone (1932)
- Strano interludio (Strange Interlude), regia di Robert Z. Leonard (1932)
- Men Must Fight, regia di Edgar Selwyn (1933)
- La suora bianca (The White Sister), regia (non accreditato) di Victor Fleming (1933)
- Notturno viennese (Reunion in Vienna), regia di Sidney Franklin (1933)
- Pranzo alle otto (Dinner at Eight), regia di George Cukor (1933)
- One Man's Journey, regia di John S. Robertson (1933)
- Broadway to Hollywood, regia di Willard Mack (1933)
- Beauty for Sale, regia di Richard Boleslawski (1933)
- Signora per un giorno (Lady for a Day), regia di Frank Capra (1933)
- The Solitaire Man, regia di Jack Conway (1933)
- La danza di Venere (Dancing Lady), regia di Robert Z. Leonard (1933)
- Alice nel Paese delle Meraviglie (Alice in Wonderland), regia di Norman Z. McLeod (1933)
- You Can't Buy Everything, regia di Charles Reisner (1934)
- Straight is the Way, regia di Paul Sloane (1934)
- La donna che amo (Lady by Choice), regia di David Burton (1934)
- Mills of the Gods, regia di Roy William Neill (1934)
- Grand Old Girl, regia di John S. Robertson (1934)
- Vanessa: Her Love Story, regia di William K. Howard (1935)
- Strangers All, regia di Charles Vidor (1935)
- Tentazione bionda (Reckless), regia di Victor Fleming (1935)
- Il figlio conteso (Age of Indiscretion), regia di Edward Ludwig (1935)
- Anna Karenina, regia di Clarence Brown (1935)
- È scomparsa una donna (Three Kids and a Queen), regia di Edward Ludwig (1935)
- Gelosia (Wife vs. Secretary), regia di Clarence Brown (1936)
- The Captain's Kid, regia di Nick Grinde (1936)
- Arcobaleno sul fiume (Rainbow on the River), regia di Kurt Neumann (1936)
- Woman in Distress, regia di Lynn Shores (1937)
- È nata una stella (A Star is Born), regia di William A. Wellman (1937)
- Milionario su misura (The Perfect Specimen), regia di Michael Curtiz (1937)
- Le avventure di Tom Sawyer (The Adventures of Tom Sawyer), regia di Norman Taurog (1938)
- Susanna! (Bringing Up Baby), regia di Howard Hawks (1938)
- The Texans, regia di James P. Hogan (1938)
- Quattro figlie (Four Daughters), regia di Michael Curtiz (1938)
- Hanno fatto di me un criminale (They Made Me a Criminal), regia di Busby Berkeley (1939)
- Yes, My Darling Daughter, regia di William Keighley (1939)
- The Kid from Kokomo, regia di Lewis Seiler (1939)
- Profughi dell'amore (Daughters Courageous), regia di Michael Curtiz (1939)
- La storia di Edith Cavell (Nurse Edith Cavell), regia di Herbert Wilcox (1939)
- That's Right - You're Wrong, regia di David Butler (1939)
- Four Wives, regia di Michael Curtiz (1939)
- Granny Get Your Gun, regia di George Amy (1940)
- Irene, regia di Herbert Wilcox (1940)
- The Texas Rangers Ride Again, regia di James P. Hogan (1940)
- Four Mothers, regia di William Keighley (1941)
- Million Dollar Baby, regia di Curtis Bernhardt (1941)
- Playmates, regia di David Butler (1941)
- L'ora del destino (Joan of Paris), regia di Robert Stevenson (1942)

## Doppiatrici italiane
- Maria Saccenti in Se avessi un milione
- Elsa Merlini in La danza di Venere
- Lola Braccini in Le avventure di Tom Sawyer
- Lorenza Biella in Signora per un giorno (ridoppiaggio)[4]
- Franca Dominici in Susanna! (ridoppiaggio 1978)
- Laura Carli in Anna Karenina (ridoppiaggio 1983)

## Riconoscimenti
- Premi Oscar 1934 - Candidatura all'Oscar alla miglior attrice per Signora per un giorno